# Mare Smythii
Mare Smythii ("Mar de Smyth", em latim) é um mare lunar localizado ao longo do equador na extremidade oriental do lado próximo lunar. A bacia Smythii onde o mare está localizado é da época Pré-nectárica, enquanto que as características vizinhas são do sistema Nectárico. Este mare é uma das mais jovens bacias de impacto e sua profundidade média é de cerca de 5 km abaixo do nível geral da superfície periférica.
Mare Smythii contém um número relativamente elevado de crateras com piso fraturados, incluindo a cratera visivelmente incomum Haldane. Este é provavelmente um resultado da elevação de injeção de magma por abaixo do mare.

O Mar de Smyth tem esse nome em homenagem ao astrônomo britânico do século 19 William Henry Smyth.

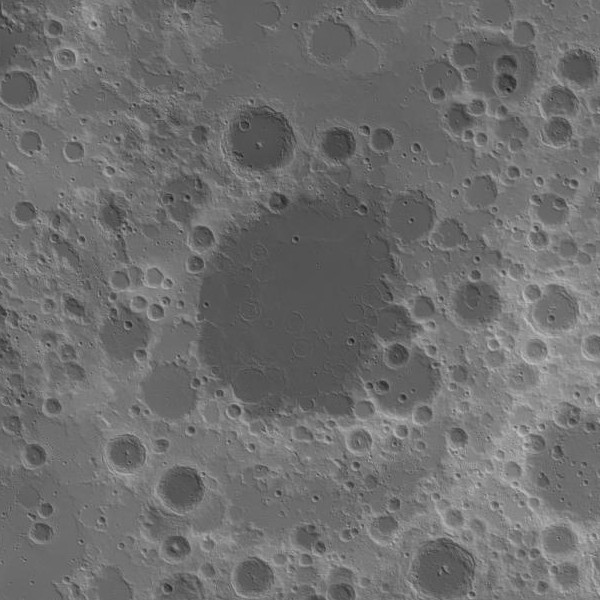
Mapa topográfico
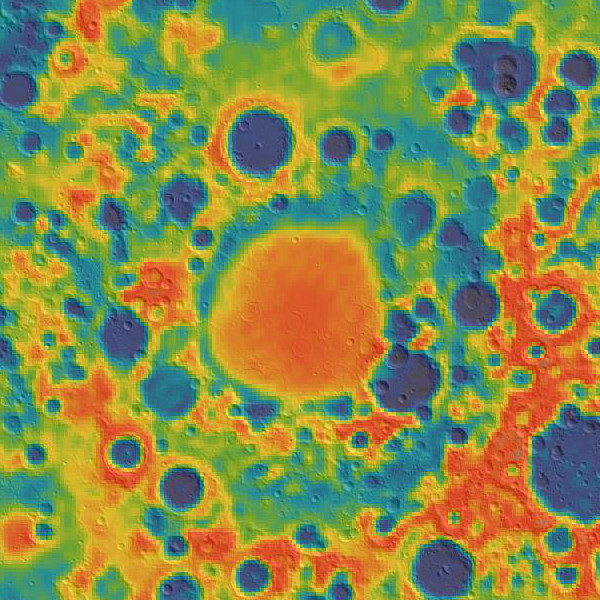
Mapa gravitacional baseado em GRAIL
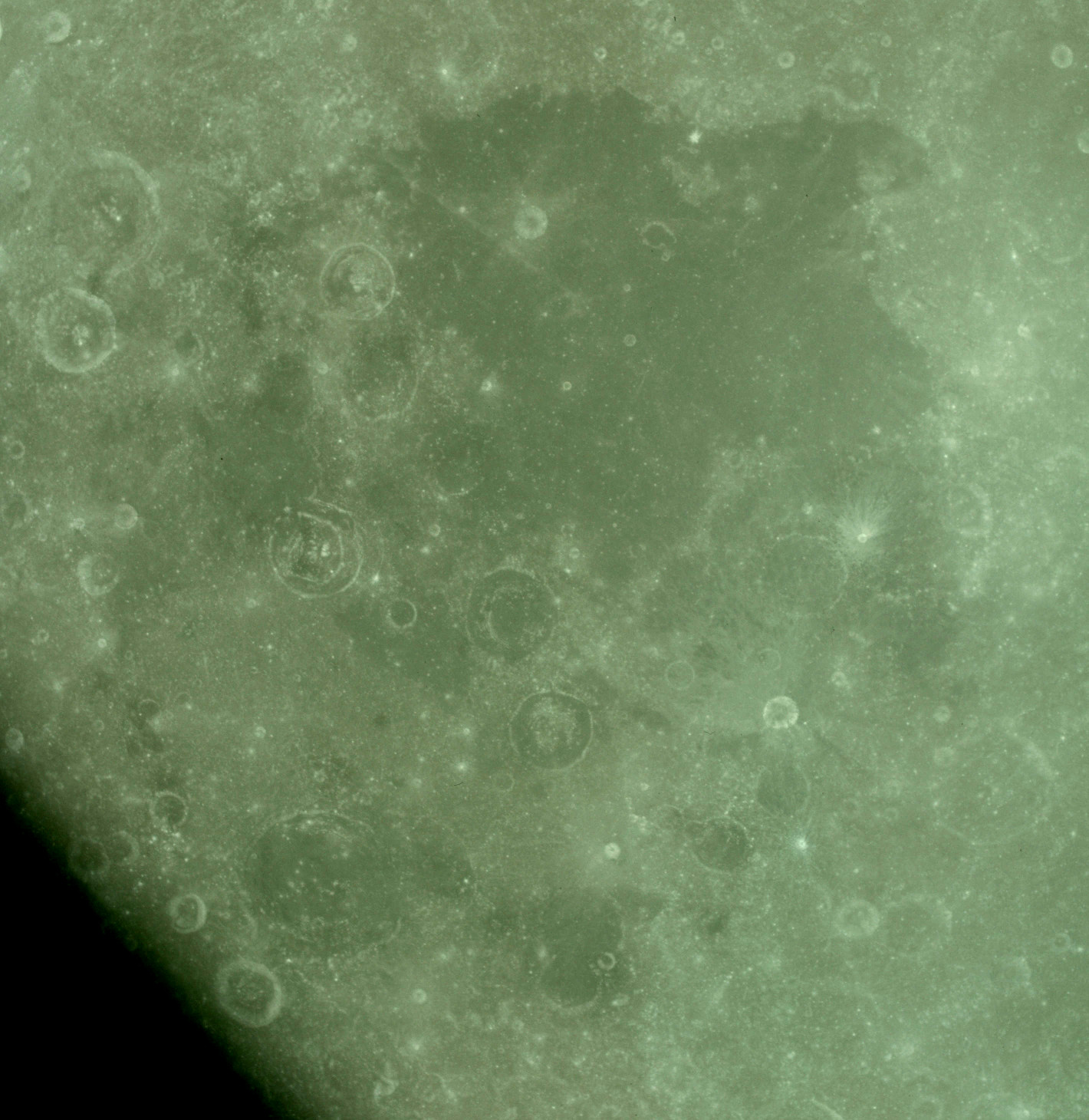
O Mare Smythii fotografado durante a missão Apollo 10
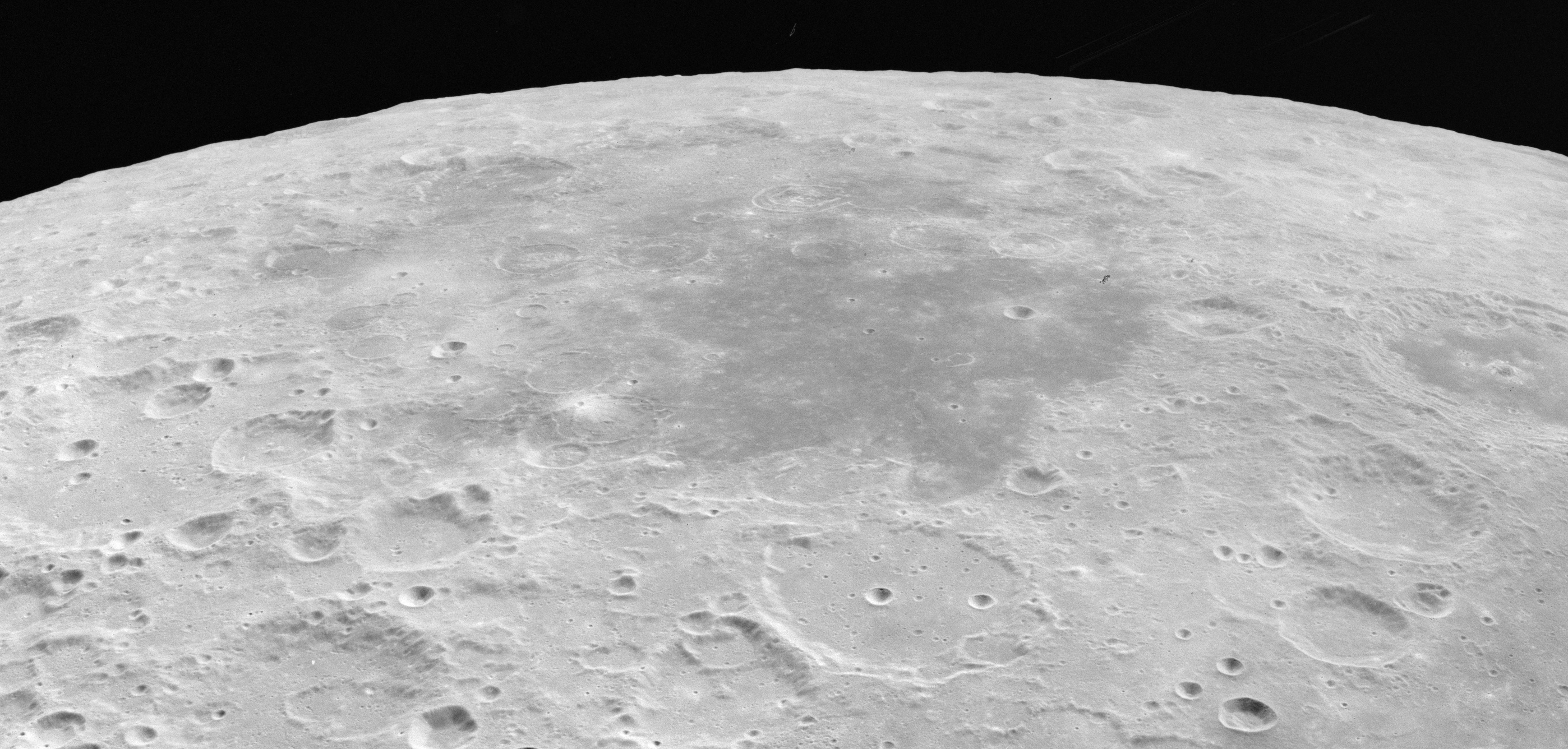
Visão oblíqua do Mare Smythii, vista durante a Apollo 16